# Dark Matters (The Stranglers)
Dark Matters è il diciottesimo album in studio del gruppo musicale britannico The Stranglers, pubblicato nel 2021.

## Tracce
1. Water – 4:47
2. This Song – 3:20
3. And If You Should See Dave... – 3:35
4. If Something's Gonna Kill Me (It Might as Well Be Love) – 4:56
5. No Man's Land – 2:25
6. The Lines – 1:37
7. Payday – 3:04
8. Down – 3:01
9. The Last Men on the Moon – 5:35
10. White Stallion – 4:45
11. Breathe – 5:50

## Formazione
- Jean-Jacques Burnel – basso, voce, cori
- Dave Greenfield – tastiera, cori
- Baz Warne – chitarra, voce, cori
- Jim Macaulay – batteria, percussioni, cori